# Lorenzo Langstroth
Lorenzo Lorraine Langstroth byl americký pastor, učitel a včelař. Objevil tzv. včelí mezeru, vynalezl včelí úl s rozebíratelným dílem a je považován za „otce moderního amerického včelařství“.

## Životopis
Narodil se ve Philadelphii v americkém státě Pennsylvania jako jedno z osmi dětí Johna G. a Rebeccy Dunn Langstrothových. Už od dětství projevoval mimořádný zájem o objevování tajů ze života hmyzu. V roce 1827 začal studovat teologii na Yaleově univerzitě, kterou v roce 1831 absolvoval a později na ní v letech 1834 - 1835 sám učil. Poté byl pastorem v několika kongregačních protestantských sborech v Massachusetts, kde se oženil s Anne Tuckerovou (1812 – 23. ledna 1873) a kde se narodily i jejich tři děti James (* 1837), Anna (* 1841) a Harriet A. (* 1847). V roce 1848 se stal ředitelem dívčí školy ve Philadelphii.
Zájem o včelařství se během jeho kazatelské a učitelské kariéry prohloubil a uvádí se, že se chovu včel věnoval částečně proto, aby se zbavil vážných záchvatů depresí, kterými trpěl. Prováděl mnoho pozorování a pokusů a snažil se zlepšit stávající chovatelské postupy.

### Objev „včelí mezery“
Opravdovou revoluci do včelařství přinesl, když v roce 1851 objevil tzv. „včelí mezeru“. Povšiml si, že pokud ponechá malý prostor (menší než 6,4 mm) mezi plásty, nebo mezi plásty a stěnami úlu, včely ji vyplní propolisem a tím spojí plást s úlem. Pokud ponechá mezeru větší (více než 9,5 mm), včely v ní postaví plást z vosku, čímž je opět dosaženo pevného spojení včelího díla s úlem. Rozmezí mezi 6,4 a 9,5 mm (uvádí se 8±2mm) je včelí mezera, která zůstane bez povšimnutí. Z toho vyplývá, že pokud má být nějaká část včelího úlu volně vyjímatelná, musí být mezi ní a ostatními částmi pravě takováto mezera. Na základě svých pozorování začal navrhovat nový typ včelího úlu, který by se dal volně rozebírat a rozšiřovat, aniž by docházelo k přílišnému podráždění nebo zabíjení včel.
Úl s rozebíratelným dílem vynalezl už v roce 1840 polský kněz Jan Dzierżon. Jeho úl však měl pevnou konstrukci (bez oddělitelného víka a dna) a nebyly v něm celé rámky, ale jen horní lišty, přičemž při vyjímání se plásty musely odřezávat. Jeho žák baron August von Berlepsch tyto lišty pak doplnil do celého rámku a svůj objev zveřejnil v roce 1853. Inspirací byl pro Langstrotha Huberův rámkový úl (zvaný také zásuvkový, leaf hive), který byl vynalezen ve Švýcarsku v roce 1789. Byl to plně rozebíratelný úl, ve kterém byly medné plásty uspořádány jako listy v knize, avšak nedaly se vyjímat.
Langstroth považoval Huberův vynález za přínosný a oceňoval, že s určitou opatrností bylo plásty možno prohlížet bez podráždění včel, které se přitom chovaly překvapivě klidně. V knize Langstroth on the Honey-Bee (1860) uvedl, že kdyby nezískal tyto zkušenosti, považoval by možnost vyjímání plástů pro praktické využití za příliš nebezpečné.

### Patentovaný úlový systém
V roce 1852 obdržel patent na první rozebíratelný rámkový včelí úl. Ten je tvořen odnímatelným dnem s česnem a horním víkem, mezi nimiž mohl být umístěn libovolný počet tzv. nástavků. Každý nástavek obsahuje 10 dřevěných rámků, ve kterých včely stavějí plásty. Původní úl měl všechny nástavky stejně vysoké. Později se začaly používat rozdílné výšky (např. vysoké nástavky pro včelí plod a nízké pro med) a společná je jen délka rámku, která je vždy 448 mm. Díky variabilitě vnitřního prostoru je možné chovat větší výkonnější včelstva. V celém úle je přísně dodržena včelí mezera. S plásty je tedy možno libovolně manipulovat a lze z nich téměř bez poškození získat med a vracet je k opětovnému použití. Langstroth také objevil, že matka může být pomocí mateří mřížky uzavřena v nejnižší části úlu, tzv. plodišti (prostoru, kde klade vajíčka). Při tomto způsobu chovu jsou horní nástavky obsazeny pouze dělnicemi, které jsou menší, takže mřížkou projdou, a v důsledku toho obsahují jen med.

### Úspěch úlového systému
V té době mělo včelařství pro společnost značnou důležitost, protože med byl významným sladidlem. Langstrothovy vynálezy umožnily, aby se snížily náklady na chov včel, včelaření bylo mnohem snadnější a to učinilo z náročného umění skutečný průmysl. Philadelphský truhlář Henry Bourquin, který byl příznivcem nadšenců chovajících včely, pro něj vyrobil první úly a Langstroth je začal prodávat. Později, když se ukázalo, že jeho vynález je velkým přínosem, byl jeho patent široce porušován a Langstroth strávil mnoho let pokusy o obhajobu a vymáhání poplatků, ale bez úspěchu. Langstrothův úl je i v současné době nejpoužívanějším na světě.
Po prvních úspěších se Langstroth pustil do psaní odborných publikací. V roce 1853 vydal v Northamptonském vydavatelství Hopkins, Bridgman v Massachusetts knihu Úl a včela medonosná (The Hive and the Honey-Bee), která obsahovala praktické postupy chovu včel a po více než čtyřiceti vydáních je používána dodnes. Další kniha Langstroth on the Honey Bee byla vydána v roce 1860. Jeho články vycházely i v časopisech.

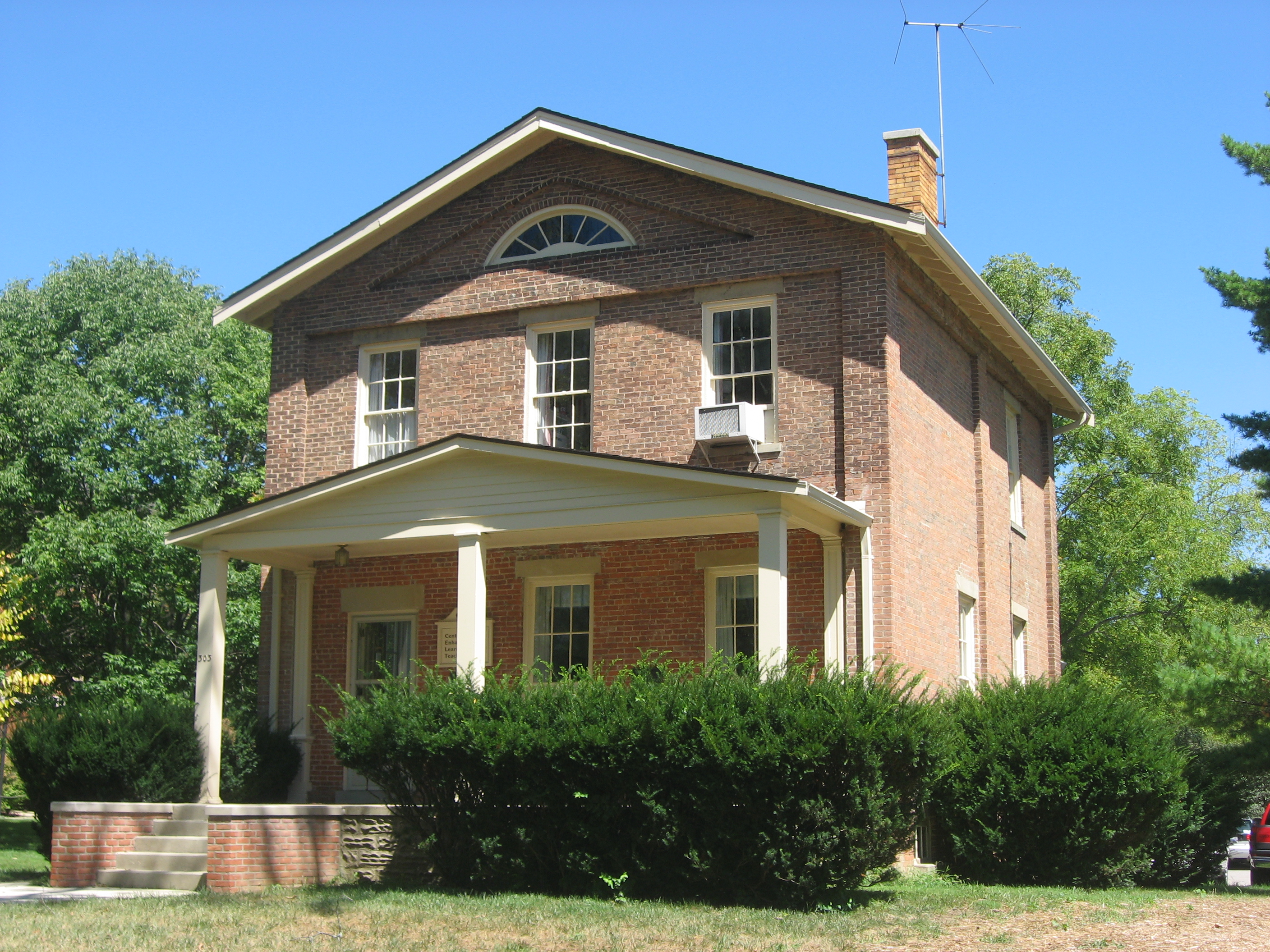
Langstrothův domek v Oxfordu, Ohio

### Úročení objevů
Od roku 1858, kdy se usadil v americkém Oxfordu v Ohiu, se věnoval chovu včel naplno. Pozemek měl deset akrů (4 hektary) a byl pro včely ideálním místem. Langstroth se svým synem Jamesem a místními truhláři vyráběl úly, vysázel kolem cesty řadu lip a kolem pozemku jabloně. Zasel pohanku a jetel, jeden akr (0,4 ha) vyhradil pro květinovou zahradu, kterou osázel druhy, které mají včely nejraději a říkal tomu „medová zahrada“. V roce 1863 dovezl první italské včely (včela vlašská). Ty přinášely více medu než jiné evropské včely, které byly v té době běžné. Se svým synem pak matky italských včel prodával a rozesílal je poštou po celých Spojených státech. Osmipokojový cihlový dům, ve kterém bydlel v letech 1858 - 1887 se nyní jmenuje Langstrothův domek a v popředí zahrady je umístěna plastika připomínající rozebíratelný úl, který vynalezl. Je také označen jako národní historická pamětihodnost.

### Závěr života
V roce 1887, po 29 letech v Oxfordu, se Langstroth přestěhoval do Daytonu v Ohiu ke své dceři paní H. C. Cowanové a její rodině. Tam také v roce 1895 v necelých 85 letech zemřel na kazatelně presbyteriánského kostela na Wayne Avenue, právě když začínal kázání. Je pohřben na tamním Woodlawnském hřbitově. Nápis na jeho náhrobku zní:
„Věnováno památce reverenda L. L. Langstrotha, 'otce amerického včelařství' jeho milujícími následovníky, kteří pamatujíce na služby, které prokázal svými vytrvalými a horlivými pozorováními a experimenty se včelami, zlepšením včelího úlu a spisovatelskou dovedností projevenou v první vědecké a populární knize o způsobu včelaření ve Spojených státech, vděčně ustavují tento památník.“
Písemnosti Lorenza L. Langstrotha z let 1885 – 1895 se nacházejí v knihovně Americké filozofické společnosti ve Philadelphii.
Vnukem Lorenza L. Langstrotha byl Clyde Cowan (1919–1974), astrofyzik a spoluobjevitel neutrina.